# Lembach im Mühlkreis
Lembach im Mühlkreis è un comune austriaco di 1 515 abitanti nel distretto di Rohrbach, in Alta Austria; ha lo status di comune mercato (Marktgemeinde).